# Умбра карликова
Умбра карликова (Umbra pygmaea) — риба родини умбрових підряду щукоподібних. Поширена в прісних водах Північної Америки. Як інтродуцент відзначена в водоймах Європи.